# Jesús Nogueiras
Jesus Nogueiras Santiago (né le 17 juillet 1959 à Santa Clara, Cuba) est un grand maître cubain du jeu d'échecs qui fut candidat au championnat du monde en 1985.

## Parcours échiquéen
Il a été candidat au championnat du monde d'échecs au cours du cycle 1985-1987 et a remporté le championnat national cubain à cinq reprises, en 1977 (ex æquo), 1978, 1984 (ex æquo), 1991 et 2000. Il a également remporté le Mémorial Capablanca en 1984 et le Mémorial Carlos Torre en 1997.

## Titres FIDE
Jesus Nogueiras obtient le titre de maître international en 1977. 
Il termine sa troisième norme pour le titre de grand maître international en 1979

## Une partie
Nogueiras-Kortchnoï, Zagreb, 1987,
1. d4 Cf6 2. c4 e6 3. Cc3 Fb4 4. Dc2 c5 5. dxc5 Fxc5 6. Cf3 Db6 7. e3 Dc7 8. b3 a6 9. Fb2 Fe7 10. g4! h6 11. Tg1 Cc6 12. h4 h5 13. gxh5 Cxh5 14. Fe2 d5 15. cxd5 exd5 16. Cxd5 Da5+ 17. Dd2 Dxd2+ 18. Cxd2 Fd8 19. Cc4 Fe6 20. 0-0-0 Cf6 21. Cf4! Fxc4 22. Fxc4 Rf8 23. h5 Tc8 24. Rb1 Fc7 25. Cd5! Cxh5 26. Fe2! Cf6 27. Fxf6! gxf6 28. Fg4 1-0.